# Ochoz u Tišnova
Ochoz u Tišnova (in tedesco Wochos) è un comune della Repubblica Ceca facente parte del distretto di Brno-venkov, in Moravia Meridionale.